# Келлок, Алистер
Алистер «Эл» Дэвид Келлок (англ. Alastair "Al" David Kellock; родился 14 июня 1981 года в Бишопбриггсе) — шотландский профессиональный регбист, выступавший за «Эдинбург», «Глазго Уорриорз» и сборную Шотландии на позиции лока. На протяжении девяти лет был капитаном «Глазго», капитаном национальной команды на чемпионате мира 2011 и в обоих своих матчах за «Барбарианс».

## Клубная карьера
Алистер Келлок начал свою карьеру в «Эдинбурге», а спустя четыре года, будучи уже игроком национальной сборной, подписал двухлетний контракт с «Глазго Уорриорз». Уже спустя два месяца Эл был назван капитаном «Воинов» и оставался им до завершения карьеры в 2015 году. В первом же сезоне спортсмен провёл на поле 26 матчей (все в стартовом составе) и помог клубу выйти в плей-офф Кубка вызова, чем заслужил новый трёхлетний контракт.
В сезонах 2009/10 и 2012/13 Келлок попал в состав команды года в Про12. Начиная с сезона 2011/2012 «Глазго» регулярно выходил в плей-офф Про12, в первые два года останавливаясь в полуфиналах. Затем, в сезоне 2014 «Воины» впервые в своей истории сыграли в финале чемпионата, однако проиграли «Ленстеру» со счётом 34:12; Эл в том матче вывел команду на поле в качестве капитана, но на 50-й минуте был заменён. В апреле 2015 года Келлок объявил о завершении карьеры по окончании сезона. Через полтора месяца «Глазго Уорриорз» обыграли в финале Про12 «Манстер», а Эл привёл клуб к первому в истории чемпионству шотландской команды. Встреча была знаменательна ещё и тем, что свой последний матч за клуб проводил и капитан «Манстера» Пол Коннелл, также выступавший на позиции лока.

## Международная карьера

### Сборная Шотландии
Келлок выступал за различные юношеские и молодёжные сборные, в том числе на чемпионате мира U21 2000 года. За взрослую сборную дебютировал в 2004 году, выйдя на замену в тестовом матче со сборной Австралии. Эл был вынужден пропустить чемпионат мира 2007 из-за полученной за клуб травмы. В 2009 году впервые надел капитанскую повязку, когда в самом начале матча против «уоллабис» травмировался Крис Казитер; встреча вошла в историю как первая с 1982 года победа «чертополохов» над австралийцами. В 2011 году Келлок был объявлен капитаном сборной в Кубке шести наций и предстоящем чемпионате мира. В первой же игре турнира против Франции регбист занёс свою первую и единственную попытку за национальную команду. В том сезоне Келлок совершил в пяти матчах 75 захватов, в том числе 22 в матче со сборной Италии, — больше чем кто-либо ещё.
На чемпионате мира Эл выходил на поле в двух матчах (с Румынией и Англией), оба раза в основном составе. В 2012 и 2013 годах сыграл практически во всех встречах «чертополохов», преимущественно выходя на замену вместо Джима Хэмилтона. После 2013 года в сборную не вызывался.

### Барбарианс
В 2014 году Келлок был приглашён в состав «Барбарианс», в котором в знак уважения к его статусу в «Глазго» и игровой карьере получил капитанскую повязку. За «Баа-Баас» Эл сыграл два матча — поражение сборной Австралии (40:36) и победа над «Лестер Тайгерс» (26:59).

## Достижения
Про12
- Победитель: 2014/15.
- Финалист: 2013/14
- Команда года (2): 2009/10, 2012/13.

## Вне регби
Келлок женат, у него и его супруги Эшли двое детей — дочь Кейт и сын Рори. После завершения профессиональной карьеры работает послом Шотландского регбийного союза, в его задачи входит связь с местным бизнес-сообществом и поддержка коммерческих инициатив. В 2016 году за вклад в развитие регби и общественную деятельность Эл получил почётную докторскую степень в Университете Глазго.